# Theban Mapping Project
Le Theban Mapping Project, hébergé par l'AUC (American University in Cairo) a pour but de réaliser une base de données archéologiques de la région de Thèbes.
On trouve sur ce site des cartes interactives sur tous les tombeaux de la vallée des Rois.

## Historique
Le projet de cartographie thébaine a été créé en 1978 par l'égyptologue Kent R. Weeks à l'université de Californie à Berkeley. En 1985, il a été transféré à l'université américaine au Caire. L'objectif initial du projet était de créer une carte archéologique de la vallée des Rois, qui a été publiée sous le nom d'« Atlas de la Vallée des Rois » en 2000. Depuis 2001, le projet a également développé un plan de gestion pour la vallée des Rois, qui est financé par le World Monuments Fund.
Le site web n'avait pas été mis en ligne depuis plusieurs années, en raison d'un manque de financement. Cependant, de nouveaux fonds ayant été mis à disposition par le Centre de recherche américain en Égypte, il a été remis en ligne en janvier 2021, avec de nouvelles fonctionnalités et données.